# Ulf Dafgård
Ulf Håkan Gunnar Dafgård, född 9 februari 1955 i Källby, dåvarande Skaraborgs län, är en svensk livsmedelsfabrikör och var fram till 1 januari 2024 VD för familjeföretaget Gunnar Dafgård AB.
Han är son till företagets grundare Gunnar Dafgård och Nancy, ogift Johansson. samt yngre bror till Thomas Dafgård, som han efterträdde som VD.
Ulf Dafgård är sedan 1980 gift med Boel Dafgård (född 1954), som är utvecklingschef inom familjeföretaget.